# 村上アシシ
村上 アシシ（むらかみ あしし、1977年10月23日 - ）は日本の著述家・経営コンサルタント。本名、村上 敦伺（むらかみ あつし）。北海道出身。

## 経歴
1996年 北海道札幌南高等学校卒業

2000年 東京理科大学理工学部卒業

2000年 アクセンチュア（当時アンダーセン・コンサルティング）入社

2006年 アクセンチュア退社、個人コンサルタントとして独立

2010年 Ｗ杯出場32カ国を巡る「世界一蹴の旅」を完遂

2018年 結婚

2019年 第一子誕生

2023年 第二子誕生

2024年 東京から札幌に移住

## 人物
サッカー日本代表、および北海道コンサドーレ札幌のサポーター。本人は印税・原稿料・講演料・メディア出演料・広告料などの売上が立つようになったことからプロサポーターを自称している。
FIFAコンフェデレーションズカップ2005をドイツで生観戦したことで、海外サッカー観戦の魅力にとりつかれ、翌年のFIFAワールドカップ2006を観るために会社を退職。それ以降、ワールドカップ、アジアカップ、オリンピックなどの主要な国際大会は全て現地に足を運んでいる。
2006年に個人コンサルタントとして独立して以降、半年で1年分稼いで、残りの半年を旅して暮らす「半年仕事・半年旅人」というライフスタイルを続けている。
FIFAワールドカップ2010に出場した32カ国全てを歴訪する「世界一蹴の旅」を遂行し、同名の書籍を出版した。2014年4月と2018年11月にプロサポーターとして、テレビ東京のFOOT×BRAINに出演。Yahoo!ニュース エキスパートのオーサーとして、コラムを執筆している。 
2017年には自身初のビジネス書『半年だけ働く。』を上梓。  
2024年5月に東京から札幌に家族で移住したことを発表。

## 著書
- 四方健太郎共著 編『世界一蹴の旅 〜サッカーワールドカップ出場32カ国周遊記〜』双葉社、2010年。
- 『日本代表サポーターを100倍楽しむ方法 〜サッカーとボクと、時々、ノマド〜』朝日新聞出版、2012年。
- ブラジルワールドカップへの行き方. Amazon Services International, Inc.. (2014)
- ロジ旅. Amazon Services International, Inc.. (2015)
- 『半年だけ働く。』 朝日新聞出版、2017年。
- ロシアワールドカップへの行き方. Amazon Services International, Inc.. (2018)
- ロシアワールドカップ現地観戦記: 日本代表サポーター23人の物語. Amazon Services International, Inc.. (2018)

## メディア出演

### テレビ
- NEWS23（TBS）[4]
- FOOT×BRAIN（テレビ東京）- 2018年11月3日放送[5]

### ラジオ
- クロノス（TOKYO FM ）[6]
- 垣花正 あなたとハッピー（ニッポン放送）[7]

### 新聞
- 朝日新聞[8]
- 毎日新聞[8]
- 読売新聞[8]
- 日本経済新聞[8]
- 北海道新聞[8]

### 雑誌
- サッカーマガジンZONE[9]